# آپاره‌سیدا
آپاره‌سیدا (به پرتغالی: Aparecida) یک منطقهٔ مسکونی در برزیل است که در ایالت سائو پائولو واقع شده‌است. آپاره‌سیدا ۱۲۱٫۰۸ کیلومتر مربع مساحت و ۳۶٬۲۱۷ نفر جمعیت دارد و ۵۴۲ متر بالاتر از سطح دریا واقع شده‌است.